# قره بورجك
قره بورجك (بالتركية: Karapürçek)‏ هي بلدة ومُديريَّة تقع في ولاية سقارية بتركيا. تصل مساحتها إلى 142 كم²، وترتفع عن سطح البحر حوالي 150 م.